# NBC Daytime
NBC Daytime es el nombre colectivo para la programación de la National Broadcasting Company (NBC) en horario diurno.
Históricamente, este bloque contó con un número largo de seriales y concursos. Los concursos fueron discontinuados de la alineación de programas diurnos de la NBC en los años 1980 y 1990, y los seriales fueron largamente retirados en los años 1980 y 1990. El bloque actualmente consiste solamente en el programa de noticias Today y el serial Days of our Lives. El nombre NBC Daytime fue retirado de uso oficial en 2007 con la discontinuación de Passions; sin embargo, es todavía usado aquí para consistencia con los artículos sobre ABC Daytime y CBS Daytime.

## Programación actual

### Noticias

#### Today
- Debut: 14 de enero de 1952
- Localización de grabación: Nueva York, Nueva York
- Creador: Sylvester "Pat" Weaver
- Equipo de producción: Malcolm Solomon (productor ejecutivo)
- Presentadores:

07:00 – 09:00: Matt Lauer, Ann Curry, Natalie Morales, Al Roker
09:00 – 10:00: Al Roker, Natalie Morales, Savannah Guthrie
10:00 – 11:00: Hoda Kotb, Kathie Lee Gifford

### Serial

#### Days of our Lives
- Debut: 8 de noviembre de 1965
- Programa reemplazado: The Loretta Young Theater
- Localización de grabación: Burbank, California
- Creadores: Ted Corday y Betty Corday
- Empresa productora: Sony Pictures Television
- Equipo de producción: Ken Corday (productor ejecutivo), Janet Spellman-Rider, Sheryl Herman, Noel Maxam, Mary-Kelly Weir
- Guionistas principales: Marlene Clark Poulter y Darrell Ray Thomas, Jr.
- Equipo de guionistas: Rick Draughon, John S. Newman, Michelle Poteet Lisanti, Fran Myers, Richard Culliton, Jeanne Marie Ford, Lisa Seidman, David Cherrill
- Equipo de directores: Herb Stein, Phil Sogard, Albert Alarr, Grant A. Johnson, Noel Maxam
- Reparto: Kristian Alfonso, Matthew Ashford, Camilla Banus, Sarah Brown, Ian Buchanan, Molly Burnett, Christie Clark, Shawn Christian, Casey Jon Deidrick, Bren Foster, Galen Gering, Deidre Hall, Drake Hogestyn, Renée Jones, Lauren Koslow, Kate Mansi, Eric Martsolf, Joseph Mascolo, Chandler Massey, Peggy McCay, Patrick Muldoon, Peter Reckell, Melissa Reeves, James Reynolds, Suzanne Rogers, James Scott, Alison Sweeney, Josh Taylor, Arianne Zuker

## Programas anteriores
- Another World (1964–1999)
- Ben Jerrod, Attorney at Law (1963)
- Bright Promise (1969–1972)
- The Doctors (1963–1982)
- Fairmeadows USA (1951–1952)
- First Love (1954–1955)
- From These Roots (1958–1961)
- Generations (1989–1991)
- Golden Windows (1954–1955)
- Hawkins Falls (1951–1955)
- Hidden Faces (1968–1969)
- How to Survive a Marriage (1974–1975)
- Lovers and Friends (1977–1978)
- Modern Romances (1954–1958)
- Moment of Truth (1965)
- Morning Star (1965–1966)
- Our Five Daughters (1962)
- Paradise Bay (1965–1966)
- Passions (1999–2007)
- Return to Peyton Place (1972–1974)
- Santa Barbara (1984–1993)
- Search for Tomorrow (1982–1986)
- Somerset (1970–1976)
- Sunset Beach (1997–1999)
- Texas (1980–1982)
- These Are My Children (1949)
- Three Steps to Heaven (1953–1954)
- Young Doctor Malone (1958–1963)

### Concursos
La NBC descontinuó su bloque de concursos en 1991. Brevemente revivió el formato con tres concursos en la temporada 1993-1994, pero desde entonces, las estaciones locales de la NBC no reciben concursos a través de la cadena, solo por vía de la sindicación.
- All Star Secrets (1979)
- Baffle (1973–1974)
- Battlestars/The New Battlestars (1981–1982; 1983)
- Blockbusters (1980–1982 y 1987)
- Caesars Challenge (1993–1994)
- Card Sharks (1978–1981)
- Celebrity Sweepstakes (1974–1976)
- Chain Reaction (1980)
- Concentration (1958–1973)
- Dream House (1983–1984)
- Eye Guess (1966–1969)
- Family Secrets (1993)
- 50 Grand Slam  (1976)
- Go! (1983–1984)
- The Gong Show (1976–1978)
- High Rollers (1974–1976)
- Hit Man (1983)
- Hollywood Squares (1966–1980)
- Hot Potato (1984)
- It Takes Two (1969–1970)
- Jeopardy! (1964–1975; 1978–1979)
- Knockout  (1977–1978)
- Las Vegas Gambit (1980–1981)
- Let's Make a Deal (1963–1968 and 1990–1991)
- The Magnificent Marble Machine (1975–1976)
- Match Game (1962–1969)
- Match Game-Hollywood Squares Hour (1983–1984)
- Mindreaders (1979–1980)
- Name That Tune (1974–1975; 1977)
- Password Plus (1979–1982)
- The Price Is Right (1956–1963)
- Queen for a Day (1956–1960)
- Sale of the Century (1969–1973 and 1983–1989)
- Scattergories (1993)
- Scrabble (1984–1990, 1993)
- Stumpers  (1976)
- Super Password (1984–1989)
- Three on a Match (1971–1974)
- Tic-Tac-Dough (1956–1959)
- Time Machine (1985)
- To Tell the Truth (1990–1991)
- Twenty One (1956–1958)
- Wheel of Fortune (1975–1989; 1991)
- Win, Lose or Draw (1987–1989)
- Winning Streak (1974–1975)
- Wordplay (1986–1987)
- You Don't Say! (1963–1969)
- Your Number's Up (1985)

### Programas de entrevistas
- A Closer Look with Faith Daniels (1991–1993)
- Cover to Cover (1991)
- The David Letterman Show (1980)
- The Jane Whitney Show (1994)
- John & Leeza (1993)
- Later Today (1999)
- Leeza (1993–1999)
- The Marsha Warfield Show (1990–1992)
- One on One with John Tesh (1991)
- The Other Side (1994–1995)